# Фетакгомо (местный муниципалитет)
Фетакгомо (англ. Fetakgomo) — бывший местный муниципалитет в районе Секхукхуне провинции Лимпопо, ЮАР. Административный центр располагался в городе Апел. Название муниципалитета на языке северный сото означает "Сотрудничество ради помощи другим".
3 августа 2016 года муниципалитет Фетакгомо был объединен с Грейтер-Тубатсе в новый муниципалитет Фетакгомо Грейтер-Тубатсе.

## Населенные пункты
В состав бывшего муниципалитета входили:
- Апел (административный центр)
- Барока-Ба-Нкоана
- Мампа
- Маша-Макопеле
- Машабела
- Матоленг
- Фаала
- Секхукунеленд
- Тау-Нчабеленг
- Зекоугат

## Достопримечательности
- Природный заповедник Потлейк
- Исторический комплекс Секхукуне
- Природный памятник Ленао ла Модимо